# Berevoești
Berevoești est une commune de Roumanie située dans le județ d'Argeș. 
Sa population était de 3 372 habitants en 2011.

## Personnalités liées
- Mihai Tican Rumano (1896-1967), écrivain voyageur roumain et collectionneur d'art, né à Berevoești ; l'école primaire porte son nom.